# ان‌جی‌سی ۲۳۶
ان‌جی‌سی ۲۳۶ (انگلیسی: NGC 236) نام یک کهکشان مارپیچی در صورت فلکی ماهی است.